# Najas
Najas és un gènere de plantes angiospermes aquàtiques de la família de les hidrocaritàcies (Hydrocharitaceae). Són plantes amb una distribució cosmopolita.

## Descripció
Són plantes aquàtiques submergides d'aigües dolces i salobres. Les tiges són molt ramificades i sovint presenten punxes. Poden ser monoiques o dioiques. Les fulles són linears i acostumen a tenir el marge dentat. Les flors són minúscules, unisexuals i poden presentar-se solitàries o en petits grups a les axil·les de les fulles. Les masculines acostumen a tenir un curt peduncle, un periant membranós i un sol estam. Les flors femenines són sèssils i tenen un ovari monolocular, amb un òvul i placentació basal. El fruit és un aqueni indehiscent entre el·liptic i oblong i llavors sense endosperma.

## Taxonomia
Aquest gènere va ser publicat per primer cop l'any 1753 al segon volum de l'obra Species Plantarum del botànic suec Carl von Linné (1707-1778).

### Espècies
Dins del gènere Najas es reconeixen les 39 espècies següents:
- Najas affinis Rendle
- Najas ancistrocarpa A.Braun ex Magnus
- Najas arguta Kunth
- Najas australis Bory ex Rendle
- Najas baldwinii Horn
- Najas brevistyla Rendle
- Najas browniana Rendle
- Najas canadensis Michx.
- Najas chinensis N.Z.Wang
- Najas conferta (A.Braun) A.Braun
- Najas filifolia R.R.Haynes
- Najas flexilis (Willd.) Rostk. & W.L.E.Schmidt
- Najas gracillima (A.Braun ex Engelm.) Magnus
- Najas graminea Delile
- Najas grossareolata L.Triest
- Najas guadalupensis (Spreng.) Magnus
- Najas hagerupii Horn
- Najas halophila L.Triest
- Najas heteromorpha Griff. ex Voigt
- Najas horrida A.Braun ex Magnus
- Najas indica (Willd.) Cham.
- Najas kurziana Rendle
- Najas madagascariensis Rendle
- Najas major All.
- Najas malesiana W.J.de Wilde
- Najas marina L.
- Najas minor All.
- Najas oguraensis Miki
- Najas pectinata (Parl.) Magnus
- Najas pseudogracillima L.Triest
- Najas rigida Griff.
- Najas schweinfurthii Magnus
- Najas tenuicaulis Miki
- Najas tenuifolia R.Br.
- Najas tenuis Magnus
- Najas tenuissima (A.Braun ex Magnus) Magnus
- Najas testui Rendle
- Najas welwitschii Rendle
- Najas wrightiana A.Braun

### Sinònims
Els següents noms científics són sinònims heterotípics de Najas:
- Caulinia Willd.
- Fluvialis Ség.
- Ittnera C.C.Gmel.